# Seth Rogen

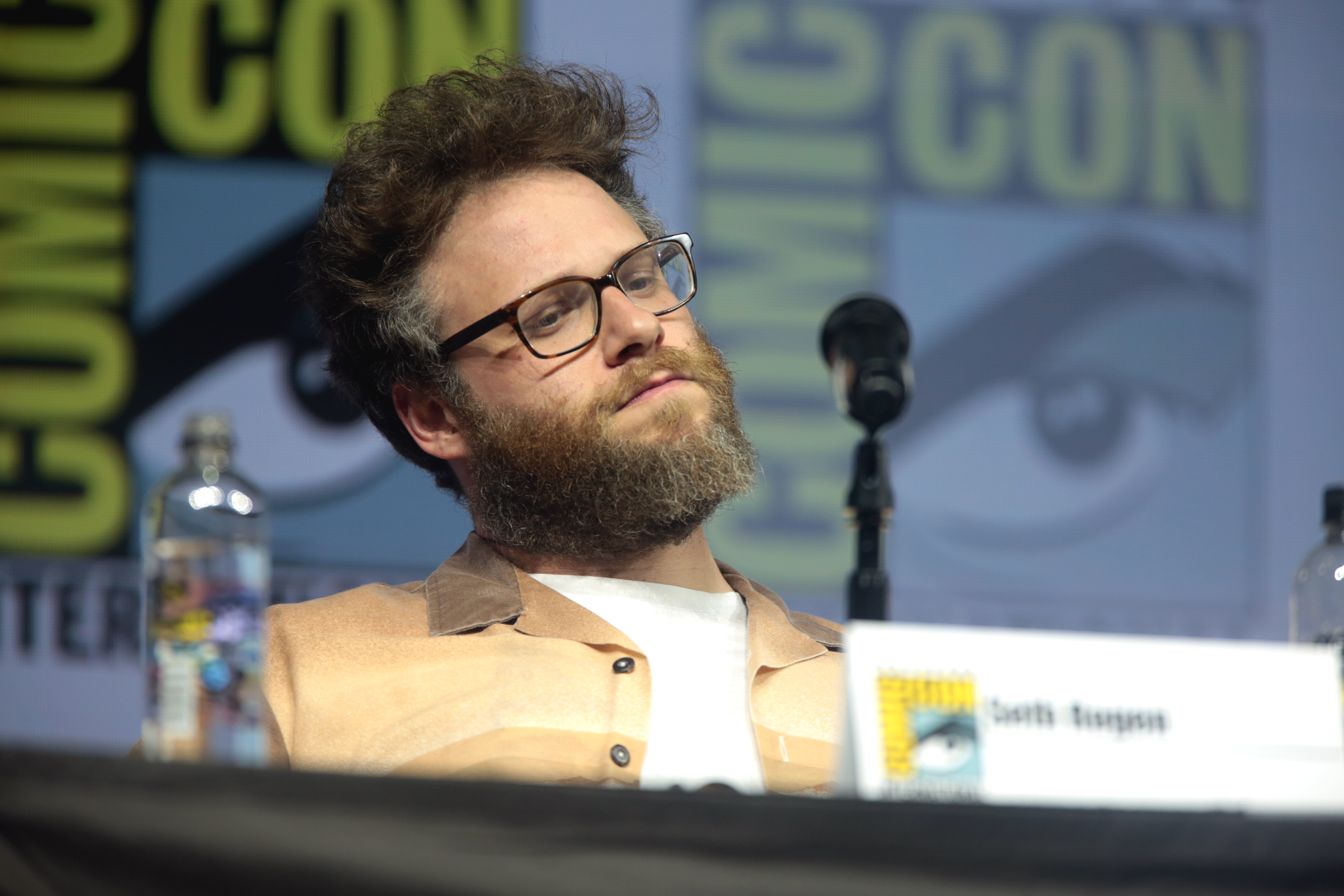
Seth Rogen i San Diego 2018.

Seth Aaron Rogen, född 15 april 1982 i Vancouver, British Columbia, är en kanadensisk komiker, skådespelare, regissör, producent och författare.

## Biografi
Seth Rogen föddes i Vancouver och är av judisk härkomst. Rogens far är en amerikan och hans mor är en kanadensare. Rogen började sin karriär med att göra ståuppkomik under tonåren och vann Vancouver Contest Amateur Comedy 1998. Medan han fortfarande bodde i sitt hemort Vancouver fick han en liten roll i Nollor och nördar. Kort efter flyttade Rogen till Los Angeles för sin roll. Nollor och nördar lades ner efter en säsong på grund av dåliga tittarsiffror. Han fick sedan en roll i den lika kortlivade 'å anställde honom som personalförfattare.
Efter att ha arbetat som manusförfattare på sista säsongen av Da Ali G Show, där Rogen och andra författare mottog en Emmy-nominering, vägleddes han av filmproducenten Judd Apatow mot en filmkarriär. Rogen fick en stor biroll och krediteras som samproducent i Apatows regidebut The 40-Year-Old Virgin. Efter att han kritikerrosats för sin roll gick Universal Pictures med på att ge honom huvudrollen i Apatows långfilmer På smällen och Funny People. Rogen och hans komikerpartner Evan Goldberg samskrev filmerna Supersugen, Pineapple Express och The Green Hornet. Rogen har gjort röstarbete för filmerna Horton, Kung Fu Panda, Monsters vs Aliens och Paul. 
Han förlovade sig med manusförfattaren Lauren Miller år 2010, som han haft ett förhållande med sedan 2004. Paret gifte sig 2011.

## Filmografi (i urval)

### Filmer
| År   | Titel                                       | Roll                               | Notering                           |
| ---- | ------------------------------------------- | ---------------------------------- | ---------------------------------- |
| 2001 | Donnie Darko                                | Ricky Danforth                     |                                    |
| 2004 | Anchorman: The Legend of Ron Burgundy       | Scottie                            | Cameo                              |
| 2005 | The 40-Year-Old Virgin                      | Cal                                | Även medproducent                  |
| 2006 | You, Me and Dupree                          | Neil                               |                                    |
| 2007 | Shrek den tredje                            | Skeppskapten (röst)                |                                    |
| 2007 | På smällen                                  | Ben Stone                          | Även exekutiv producent            |
| 2007 | Supersugen                                  | Officer Michaels                   | Även exekutiv producent och manus  |
| 2008 | Spiderwick                                  | Hogsqueal (röst)                   |                                    |
| 2008 | Horton                                      | Morton the Mouse (röst)            |                                    |
| 2008 | Kung Fu Panda                               | Mantis (röst)                      |                                    |
| 2008 | Drillbit Taylor                             |                                    | Endast manus                       |
| 2008 | Step Brothers                               | Chef i sportaffär                  | Cameo                              |
| 2008 | Pineapple Express                           | Dale Denton                        | Även exekutiv producent och manus  |
| 2008 | Zack and Miri Make a Porno                  | Zack Brown                         |                                    |
| 2009 | Fanboys                                     | Admiral Seasholtz/Alien/Roach      |                                    |
| 2009 | Monsters vs Aliens                          | B.O.B. (röst)                      |                                    |
| 2009 | Observe and Report                          | Ronnie Barnhardt                   |                                    |
| 2009 | Funny People                                | Ira Wright                         | Även exekutiv producent            |
| 2011 | The Green Hornet                            | Green Hornet                       | Även exekutiv producent och manus  |
| 2011 | Paul                                        | Paul (röst)                        |                                    |
| 2011 | Kung Fu Panda 2                             | Mantis (röst)                      |                                    |
| 2011 | 50/50                                       | Kyle Hirons                        | Även producent                     |
| 2011 | Take This Waltz                             | Lou Rubin                          |                                    |
| 2012 | For a Good Time, Call...                    | Jerry                              |                                    |
| 2012 | Grannpatrullen                              |                                    | Endast manus                       |
| 2012 | The Guilt Trip                              | Andy Brewster                      | Även exekutiv producent            |
| 2013 | This Is the End                             | Seth Rogen                         | Även regissör, producent och manus |
| 2014 | Neighbors                                   | Mac Radner                         | Även producent                     |
| 2014 | The Interview                               | Aaron Rapoport                     | Även regissör, producent och manus |
| 2015 | Steve Jobs                                  | Steve Wozniak                      |                                    |
| 2015 | The Night Before                            | Isaac                              | Även producent                     |
| 2015 | Zeroville                                   |                                    |                                    |
| 2015 | Kung Fu Panda 3                             | Mantis (röst)                      |                                    |
| 2016 | Sausage Party                               | (röst)                             | Även producent och manus           |
| 2016 | Neighbors 2                                 | Mac Radner                         | Även producent                     |
| 2017 | The Disaster Artist                         | Sandy Schklair                     | Även producent                     |
| 2019 | Lejonkungen                                 | Pumbaa (röst)                      |                                    |
| 2022 | Piff och Puff: Räddningspatrullen           | Bob, Pumbaa, Mantis, B.O.B. (röst) |                                    |
| 2023 | Super Mario Bros. Filmen                    | Donkey Kong (röst)                 |                                    |
| 2023 | Teenage Mutant Ninja Turtles: Mutant Mayhem | Bebop                              |                                    |

### Television
| År         | Titel                                                 | Roll                           | Notering                                              |
| ---------- | ----------------------------------------------------- | ------------------------------ | ----------------------------------------------------- |
| 1999–2000  | Nollor och nördar                                     | Ken Miller                     | 18 episoder                                           |
| 2001–2003  | Panik i plugget                                       | Ron Garner                     | 17 episoder Även manusförfattare: 5 episoder          |
| 2003       | Dawson's Creek                                        | Bob                            | Episod: "Rock Bottom"                                 |
| 2006       | American Dad!                                         | Student (röst)                 | Episod: "Camp Refoogee"                               |
| 2006       | Help Me Help You                                      | Seth                           | Episod: "Working Women"                               |
| 2009       | Family Guy                                            | Seth Rogen (röst)              | 2 episoder                                            |
| 2009, 2014 | The Simpsons                                          | Lyle McCarthy/Sig själv (röst) | 2 episoder Även manusförfattare: 1 episod             |
| 2009       | Monsters vs. Aliens: Mutant Pumpkins from Outer Space | B.O.B. (röst)                  | Kortfilm                                              |
| 2010       | Kung Fu Panda Holiday                                 | Mantis (röst)                  | Kortfilm                                              |
| 2011       | MTV Video Music Awards                                | Framtida Mike D                | TV-film                                               |
| 2011–2013  | The League                                            | Dirty Randy                    | 4 episodes Även manusförfattare: 1 episod             |
| 2012       | Eastbound & Down                                      | Texas Pitcher                  | Episod: "Chapter 21"                                  |
| 2013       | The Mindy Project                                     | Sam Kleinfeld                  | Episod: "The One That Got Away"                       |
| 2013       | Arrested Development                                  | George Bluth Sr. som ung       | 4 episoder                                            |
| 2013       | Burning Love                                          | Roger                          | 2 episoder                                            |
| 2013–2014  | Kroll Show                                            | Olika karaktärer               | 2 episoder                                            |
| 2014       | Jimmy Kimmel Live!                                    | Double Rainbow Guy             | Episod: "Sweet Brown: Ain't Nobody Got Time for That" |